# 茨城県道307号岩瀬停車場線
茨城県道307号岩瀬停車場線（いばらきけんどう307ごう いわせていしゃじょうせん）は、茨城県桜川市内を通る県道で、東日本旅客鉄道（JR東日本）水戸線岩瀬駅と国道50号を連絡する道路である。

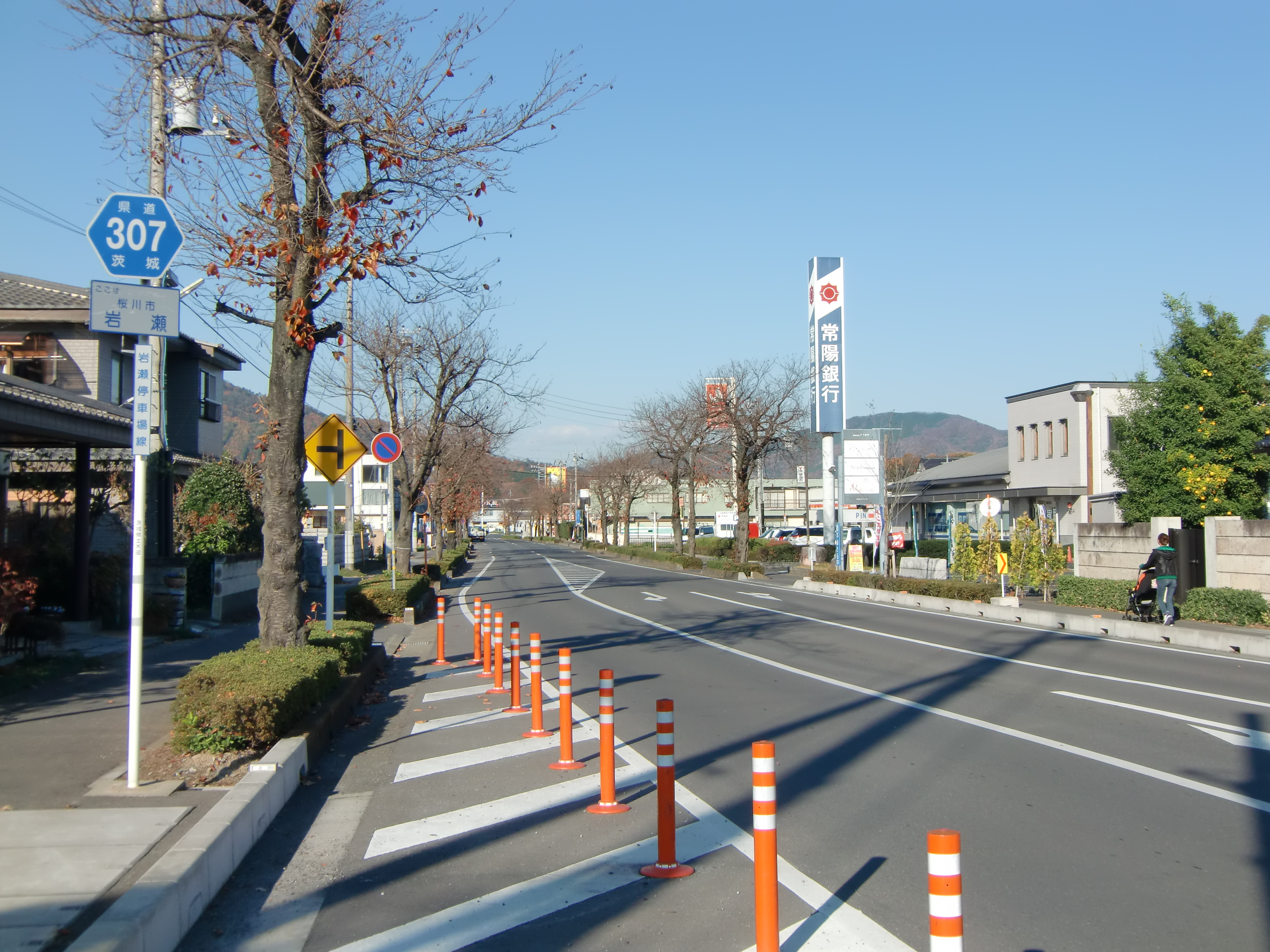
桜川市岩瀬（2010年11月）

## 概要
JR岩瀬駅前ロータリーから北上し、国道50号岩瀬バイパスに接続する延長524メートル (m) の停車場県道で、駅前から終点まで、整備された直線形の街路となっている。県道指定区間は、都市計画道路 岩瀬駅前富谷線の国道50号以南の区間に相当する。県道ではあるが、電線共同溝により電線が地中化された岩瀬駅前の一部区間については、桜川市によって管理されている。

### 路線データ
- 起点：桜川市岩瀬（岩瀬駅）[2]
- 終点：桜川市西桜川1丁目（国道50号交点）[2]
- 総延長：524 m[3]
- 重用延長：なし[3]
- 未供用延長：なし[3]
- 実延長：524 m[3]
- 自動車交通不能区間延長[注釈 1]：なし[3]
- 都市計画道路名：下館・結城都市計画道路 3・4・32号 岩瀬駅前富谷線[4]

## 歴史
1959年（昭和34年）10月14日、新たな県道として西茨城郡岩瀬町大字岩瀬の岩瀬停車場を起点とし、二級国道前橋水戸線（旧道国道50号、市道に降格）交点を終点とする区間を本路線とする県道岩瀬停車場線として茨城県が県道路線認定した。
1995年（平成7年）に整理番号307となり現在に至る。

### 年表

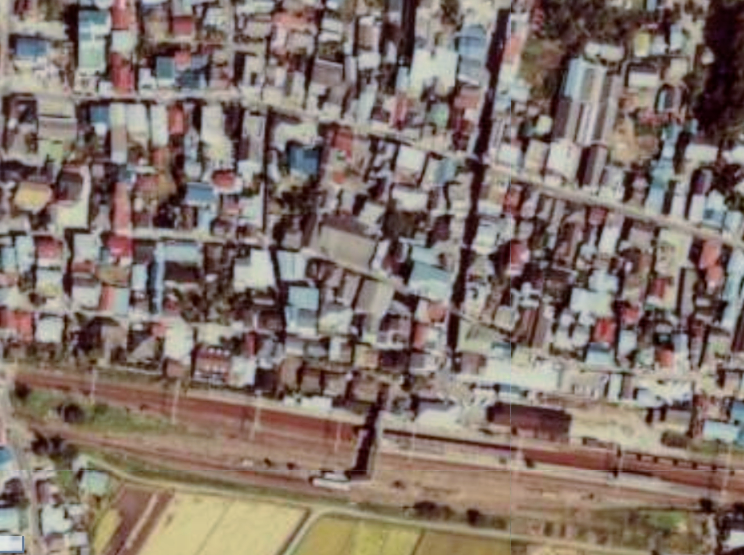
ロータリー整備前

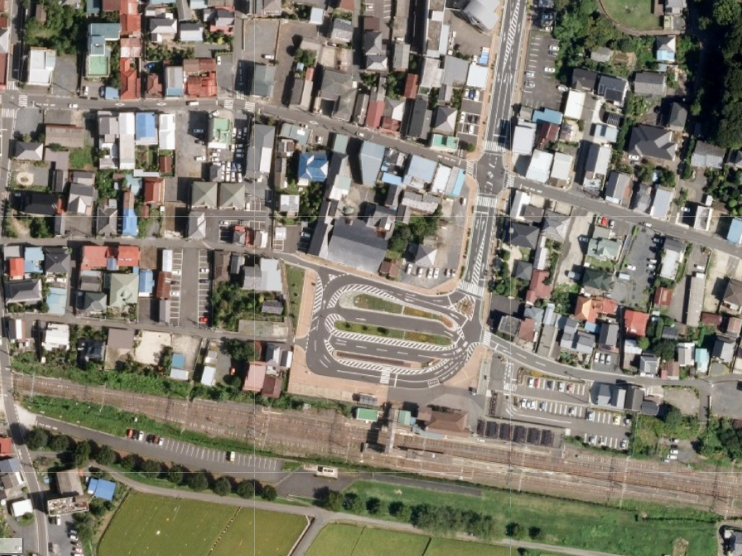
ロータリー整備後

- 1889年（明治22年）1月16日：岩瀬駅が開業する。
- 1920年（大正9年）4月1日
  - 現在の路線の前身である岩瀬停車場線が路線認定される[5]。
  - 道路の区域は、西茨城郡岩瀬町大字岩瀬の岩瀬停車場から西茨城郡岩瀬町大字岩瀬の二級国道前橋水戸線（旧国道50号）交点までと決定された[2]。
- 1959年（昭和34年）10月14日：現在の路線が路線認定される（図面対象番号271）[6]。
- 1964年（昭和39年）7月3日：車両制限令第5条1項[注釈 2]に基づく指定（路線対象番号271 岩瀬停車場線：岩瀬駅 - 国道50号線交点）を受ける[7]。
- 1980年（昭和55年）2月22日都市計画道路 岩瀬駅前富谷線の都市計画決定について建設大臣認可（建設省告示第174号）[4]。
- 1984年（昭和59年）3月15日：西茨城郡岩瀬町大字岩瀬地内（旧国道50号 - 国道50号岩瀬バイパス）の新設区間（286 m）を編入[8]。
- 1984年（昭和59年）8月13日：西茨城郡岩瀬町大字岩瀬地内（旧国道50号 - 国道50号岩瀬バイパス）の新設区間（286 m）を供用開始[9]。
- 1995年（平成7年）3月30日：整理番号327から現在の番号（整理番号307）に変更される[10]。
- 2006年（平成18年）12月1日：桜川市犬田（岩瀬駅） - 同市岩瀬（旧国道50号）の駅前通りの一部区間（約0.2 km）が桜川市の管理下となる[1]。
- 2007年（平成19年）3月5日：桜川市犬田（岩瀬駅） - 桜川市岩瀬（旧国道50号）の駅前通りの一部区間を電線共同溝を整備すべき道路に指定[11]。
- 2008年（平成20年）：駅前通り拡幅、駅前ロータリー工事開始
- 2009年（平成21年）7月25日：拡幅、ロータリー工事完成[12]
- 2019年（令和元年）9月24日：桜川市岩瀬字山王（旧国道50号） - 同市西桜川1丁目（国道50号交点）の区間を電線共同溝を整備すべき道路に指定[13]。

## 道路施設
- 桜川大橋（桜川、桜川市岩瀬 - 西桜川1丁目・東桜川1丁目）

## 地理

### 通過する自治体
- 茨城県
  - 桜川市

### 交差する道路
- 国道50号（桜川市西桜川1丁目 / 東桜川1丁目）

### 沿線
- JR 岩瀬駅